# BLOOD THIRSTY CREATURE
「BLØOD THIRSTY CREATURE」（ブラッド・サースティー・クリーチャー）は、lynch.のメジャー6枚目のシングルである。2017年11月8日にキングレコードから発売された。

## 解説
数量限定豪華盤、初回限定盤、通常盤の3形態でリリース。収録曲は全タイプ共通。
数量限定豪華盤には、特殊パッケージ仕様、フォトブック、DVD & オーディオコメンタリー(副音声)付属。
また今回のベースは、インディーズでリリースしたラストシングル、JUDGEMENT以来の葉月による演奏。

## 収録曲

### CD
1. BLØOD
2. CREATURE
3. THE WHIRL

### Blu-ray (数量限定豪華盤)
- 「TOUR‘17『THE SINNER STRIKES BACK』FINAL -2017.8.11 at 日比谷野外大音楽堂- Live映像（完全ノーカット版）」＋特典映像（「『THE JUDGEMENT DAY』 -2017.4.18 at 新木場STUDIO COAST- Live映像」（3曲）＋『CREATURE』Music Video）＋LIVE「MOON」DIRECTOR’S CUT -HAZUKI ver.- | -REO ver.- | -YUSUKE ver.- | -ASANAO ver.-）

### DVD (初回限定盤)
- 「TOUR‘17『THE SINNER STRIKES BACK』FINAL -2017.8.11 at 日比谷野外大音楽堂- Live映像」